# Danh sách chương truyện Naruto (Phần I)

Bộ truyện hai mươi bảy tập bao gồm phần đầu tiên của bộ manga Naruto. Nó được phát hành vào 13 tháng 11 năm 2007 bởi Viz Media.

Đây là một danh sách chương của bộ manga Naruto, bao gồm hai trăm bốn muơi bốn chương đầu tiên của bộ truyện. Các chương được sáng tác bởi Masashi Kishimoto và phát hành bởi Shueisha trong tạp chí Shonen Jump Hàng tuần. Chương đầu tiên được phát hành vào năm 1999. Sáu chương cuối cùng cấu thành một câu chuyện độc lập (‘’tiếng Nhật:’’ gaiden) diễn ra vào thời gian trước mạch truyện chính, có tên là Kakashi Gaiden.
Bộ manga Naruto được đăng nhiều kỳ ở Bắc Mỹ bởi Viz Media trong tạp chí Shonen Jump Hoa Kỳ. Chương đầu tiên của bản tiếng Anh phỏng theo được phát hành vào ngày 7 tháng 1 năm 2003.
Các chương đã được soạn thành hai mươi bảy tập (‘’tiếng Nhật:’’ tankōbon) ở Nhật Bản bởi Shueisha. Tập đầu tiên được phát hành vào 3 tháng 3 năm 2000, và tập thứ 27 được phát hành vào 4 tháng 4 năm 2005. Tất cả mỗi tập chứa 9 chương từ bộ manga gốc, ngoại trừ tập đầu tiên có 7 chương. Viz Media đã cho phát hành tất cả các tập tiếng Anh phỏng theo bộ manga. Thêm vào đó, Viz Media đã phát hành tất cả hai tập trong một hộp bộ.

## Danh sách tập truyện
| 1. "Uzumaki Naruto!" (うずまきナルト!!) 2. "Konohamaru!!" (木ノ葉丸!!) 3. "Uchiha Sasuke!!" (うちはサスケ "Uchiha Sasuke!!") 4. "Hatake Kakashi!!" (はたけカカシ!!) 5. "Bất cẩn là kẻ thù lớn nhất của con người!!" (油断大敵!! "Yudan taiteki!!") 6. "Không thể là Sasuke...!!" (サスケ君に限って...!! "Sasuke-kun ni kagitte...!!") 7. "Kết luận của Kakashi" (カカシの結論 "Kakashi no ketsuron") |

| 1. "And That's Why You're Disqualified!!" (だから不合格だってんだ!! "Dakara fugōkaku datten'da!!") 2. "The Worst Client" (最悪の依頼人 "Saiaku no irainin") 3. "The Second Critter" (2匹目 "Nihikime") 4. "Disembarking...!!" (上陸...!! "Jōriku...!!") 5. "This is the End!!!" (終わりだ!! "Owari da!!") 6. "I'm a Ninja!!" (忍者だ!! "Ninja da!!") 7. "A Secret Plan...!!!" (秘策...!! "Hisaku...!!") 8. "The Sharingan Revived!!" (蘇る写輪眼!! "Yomigaeru Sharingan!!") 9. "Who Are You?!" (お前は誰だ!! "Omae wa dare da!!") 10. "Preparing for Battle!!" (戦いの準備!! "Tatakai no junbi!!") |

| 1. "Huấn luyện bắt đầu" (修業開始 "Shūgyō kaishi") 2. "Biểu tượng của lòng dũng cảm" (勇気の象徴 "Yūki no shōchō") 3. "Đất nước từng có một anh hùng...!!" (英雄のいた国...!! "Eiyū no ita kuni...!!") 4. "Gặp gỡ trong rừng...!!" (森の中の出会い...!! "Mori no naka no deai...!!") 5. "Kình địch xuất hiện!!" (強敵出現!! "Kyōteki shutsugen!!") 6. "2 đòn đột kích...!!" (2つの急襲...!! "Futatsu no kyūshū...!!") 7. "Tốc độ!!" (スピード!!" "Supīdo!!") 8. "Ước mơ...!!" (夢の為に...!! "Yume no tame ni...!!") 9. "Phá giải Sharingan...!!" (写輪眼崩し...!! "Sharingan kuzushi...!!") 10. "Thức tỉnh...!!" (覚醒...!! "Mezame...!!") |

| 1. "Cửu vĩ...!! (九尾...!!" "Kyūbi...!!") 2. "Người quan trọng...!!" (大切な人...!! "Taisetsu-na hito...!!") 3. "Tương lai của ngươi chỉ có...!!" (お前の未来は...!! "Omae no mirai wa...!!") 4. "Trận đấu của mỗi người...!!" (それぞれの戦い...!! "Sorezore no tatakai...!!") 5. "Công cụ trong vỏ bọc Ninja" (忍という名の道具 "Shinobi to iu na no dōgu") 6. "Cây cầu mang tên người anh hùng!!" (英雄の橋!! "Eiyū no hashi!!") 7. "Kẻ xâm nhập?" (侵入者!? "Shinnyūsha!?") 8. "Iruka VS. Kakashi?!" (イルカVSカカシ!?) 9. "Nỗi lo của Sakura!!" (サクラの憂鬱!! "Sakura no Yūutsu") |

| 1. "Khắc tinh...!!!" (最悪の相性...!! "Saiaku no aishō...!!") 2. "Đi thôi nào...!!" ("START...!!") 3. "Đấu thủ!!" (挑戦者たち!! "Chōsensha-tachi!!") 4. "Vòng thi thứ nhất!!" (第一の試験!! "Daiichi no shiken!!") 5. "Lời thì thầm của ác ma...!?" (悪魔の囁き...!? "Akuma no sasayaki...!?") 6. "Trận chiến của mỗi người...!!" (それぞれの闘い...!! "Sorezore no tatakai...!!") 7. "Câu hỏi số 10...!!" (第10問目...!! "Daijū monme...!!") 8. "Mấu chốt của bài thi...!!" (試された資質...!! "Tamesareta shishitsu...!!") 9. "Vòng thi thứ 2" (第二の試験!! "Daini no shiken!!") |

| 1. "Mật mã là..." (合言葉は...!! "Aikotoba wa...!!") 2. "Thú ăn thịt....!!" (捕食者!! "Hoshokusha!!") 3. "Mục tiêu là...!?" (その目的は...!! "Sono mokuteki wa...!!") 4. "Kẻ hèn nhát!!" (臆病者...!! "Okubyōmono...!!") 5. "Mình...!!" (私が...!! "Watashi ga...!!") 6. "Mãnh thú màu xanh!!" (美しき野獣...!! "Utsukushiki yajū...!!") 7. "Điều kiện sử dụng!!" (使用の条件!! "Shō no jōken!!") 8. "Quyết tâm của Sakura!!" (サクラの決意!! "Sakura no ketsui!!") 9. "Sakura và Ino" (サクラといの "Sakura to Ino") |

| 1. "Cuộc chiến toàn diện!!" (全面戦争!! "Zenmen sensō!!") 2. "Sức mạnh đạt được...!!" (与えられし力...!! "Ataerareshi chikara...!!") 3. "10 tiếng trước..." (10時間前 "Jū jikan mae") 4. "Nhân chứng...!!" (目撃者...!! "Mokugekisha...!!") 5. "Thảm kịch từ cát!!" (砂の惨劇!! "Suna no sangeki!!") 6. "Cơ hội cuối cùng...!!" (ラストチャンス...!! "Rasuto Chansu...!!") 7. "Con đường duy nhất...!!" (進むべき道...!! "Susumubeki michi...!!") 8. "Chuột sa bẫy!!" (袋のネズミ...!! "Fukuro no nezumi...!!") 9. "Bộ mặt khác" (もう一つの顔 "Mō hitotsu no kao") |

| 1. "Lord Hokage's Message...!!" (火影の伝令...!! "Hokage no denrei...!!") 2. "Life-and-Death Battles!!" (命懸けの戦い!! "Inochigake no tatakai!!") 3. "Sakura's Advice" (サクラの勧告 "Sakura no kankoku") 4. "Unholy Gifts!" (異端なる能力!! "Itan naru nōryoku!!") 5. "Blood of the Uchiha" (うちはの血!! "Uchiha no chi!!") 6. "The Deadly Visitor!!" (恐怖の訪問者!! "Kyōfu no hōmonsha!!") 7. "The One Who Dies!!" (死ぬのは...!? "Shinu no wa...!?") 8. "The Insurmountable Wall...!!" (高すぎる壁...!! "Takasugiru kabe...!!") 9. "Rivals...!!" (拮抗...!! "Kikkō...!!") |

| 1. "Tuyên bố bại trận...?!" (敗北宣言...!? "Haiboku sengen...!?") 2. "Trận thứ 6... và rồi...!!" (第六回戦...そして!! "Dairoku kaisen... soshite!!") 3. "Bước tiến của Naruto...!!" (ナルトの成長...!! "Naruto no seichō...!!") 4. "Lật ngược tình thế!! Kiba hay Naruto!!?" (キバの逆転!! ナルトの逆転 !!? "Kiba no gyukuten!! Naruto no gyukuten!!?") 5. "Ý đồ của Naruto!!" (ナルトの奇策!! "Naruto no kisaku!!") 6. "Neji và Hinata" (ネジとヒナタ "Neji to Hinata") 7. "Tộc Hyuga" (日向一族 "Hyūga ichizoku") 8. "Vượt qua giới hạn..." (限界を超えて... "Genkai o koete...") 9. "Gaara VS..." (我愛羅vs...) |

| 1. "Lee's Secret!!" (リーの秘密!! "Rī no himitsu!!") 2. "The Ultimate Defense... Crumbles?!" (絶対防御•崩壊!? "Zettai hōgyo, hōkai!?") 3. "The Genius of Hard Work...!!" (努力の天才...!! "Doryoku no tensai...!!") 4. "Now, of All Times...!!" (今こそ...!! "Ima koso...!!") 5. "A Splendid Ninja...!!" (立派な忍者...!! "Rippa na ninja...!!") 6. "The Preliminaries... Completed!!" (予選終了...!! "Yosen shūryō...!!") 7. "What About Sasuke...?!" (サスケは...!? "Sasuke wa...!?") 8. "Naruto's Wish...!!" (ナルトのお願い...!! "Naruto no onegai...!!") 9. "What About My Training?!" (修業どーすんだ!? "Shūgyō dōsun'da!?") |

| 1. "Make Me Your Disciple?!" (弟子入り志願!? "Deshi'iri shigan!?") 2. "Konoha. vs. Sound vs. Sand" (木ノ葉と音と砂と...!! "Konoha to Oto to Suna to...!!") 3. "Impassioned Efforts... Each and Every One!!" (熱情...それぞれ!! "Netsujō... sorezore!!") 4. "The Key...!!" (鍵...!! "Kagi...!!") 5. "A Chance Encounter...!!" (邂逅...!! "Kaikō...!!") 6. "The Unexpected Visitor!!" (突然の来訪者!! "Totsuzen no raihōsha!!") 7. "My Reason for Living...!!" (在り続ける理由!! "Ari tsuzukeru wake!!") 8. "The Proud Failure!!" (誇り高き失敗者!! "Hokori takaki shippaisha!!") 9. "The Finals Commence...!!" (本線、開始っ...!! "Honsen, kaishi...!!") |

| 1. "Prepared to Lose...!!" (玉砕覚悟!! "Gyokusai kakugo!!") 2. "The Other...!!" (もう一つの...!! "Mō hitotsu no...!!") 3. "The Caged Bird...!!" (籠の中の鳥...!! "Kago no naka no tori...!!") 4. "The Failure!!" (落ちこぼれ!! "Ochigobore!!") 5. "The Power to Change...!!" (変える力...!! "Kaeru chikara...!!") 6. "The Great Flight!!" (大いなる飛翔!! "Ōi naru hishō!!") 7. "Sasuke Forfeits...?!" (サスケ失格...!? "Sasuke shikkaku...!?") 8. "The Boy with No Fighting Spirit!!" (やる気ゼロの男!! "Yaruki zero no otoko!!") 9. "A Plot Within a Plot...?!" (勝利への伏線...!? "Shōri e no fukusen...!?") |

| 1. "Tree Leaves, Dancing...!!" (木の葉、舞い...!! "Konoha, mai...!!") 2. "At Long Last...!!" (いよいよ...!! "Iyo iyo...!!") 3. "Sasuke vs. Gaara!!" (サスケVS我愛羅!!) 4. "Sasuke's Taijutsu...!!" (サスケの体術...!! "Sasuke no taijutsu...!!") 5. "The Reason He Was Late...!!" (遅刻の理由...!! "Chikoku no ryū...!!") 6. "Violent Assault...!!" (強襲...!! "Kyōshū...!!") 7. "The Chûnin Exam, Concluded...!!" (中忍試験、終了...!! "Chūnin shiken, shūryō...!!") 8. "Operation Destroy Konoha...!!" (木ノ葉崩し...!! "Konoha kuzushi...!!") 9. "The Imparted Mission...!!" (下された任務...!! "Kudasareta ninmu...!!") |

| 1. "Detainment...!!" (足止め...!! "Ashidome...!!") 2. "The Life I Wanted...!!" (オレの人生...!! "Ore no jinsei...!!") 3. "Hokage vs. Hokage!!" (火影VS火影!!) 4. "The Terrible Experiment...!!" (恐るべき実験...!! "Osorubeki jikken...!!") 5. "The Bestowed Will!!" (受け継がれてゆく意志!! "Uketsugarete yuku ishi!!") 6. "The Final Seal" (最後の封印 "Saigo no fūin") 7. "The Eternal Battle...!!" (永遠なる闘い...!! "Eien naru tatakai...!!") 8. "The Time of Awakening...!!" (目覚めの時...!! "Mezame no toki...!!") 9. "Off Guard...!!" (油断...!! "Yudan...!!") |

| 1. "To Feel Alive...!!" (生の実感...!!) "Sei no jikkan...!!") 2. "Exceeding One's Limits...!!" (限界を超えて...!! "Genkai o koete...!!") 3. "To Hurt...!!!" (痛み...!! "Itami...!!") 4. "Love...!!" (愛情...!! "Aijō...!!") 5. "The Name Gaara...!!" (我愛羅という名...!! "Gaara to iu na...!!") 6. "The Two... Darkness and Light" (二人...闇と光 "Futari... Yami to hikari") 7. "Those Who Are Strong...!!" (強き者...!! "Tsuyokimono...!!") 8. "Naruto's Ninja Handbook!" (ナルト忍法帖!! "Naruto ninpōchō!!") 9. "The Gale-Like Battle...!!" (嵐の如き戦い!! "Arashi no gotoki tatakai!!") |

| 1. "Đòn cuối cùng...!!" (最後の一撃...!! "Saigo no ichigeki...!!") 2. "Ninja làng Lá...!!" (木ノ葉の忍...!! "Konoha no shinobi...!!") 3. "Tiêu diệt Làng Lá: Kết thúc!!" (木ノ葉崩し、終結!! "Konoha kuzushi, shūketsu!!") 4. "Tên người đó là...!!" (その者の名は...!! "Sono mono no na wa...!!") 5. "Tiếp cận...!!" (接近...!! "Sekkin...!!") 6. "Uchiha Itachi...!!" (うちはイタチ!!) 7. "Kakashi VS. Itachi...!!" (カカシvsイタチ) 8. "Di vật của Hokage Đệ Tứ!!" (四代目の遺産!! "Yondaime no isan!!") 9. "Kẻ truy tìm" (追跡者 "Tsuisekisha") |

| 1. "Kí ức tuyệt vọng" (絶望の記憶 "Zetsubō no kioku") 2. "Căm thù...!!" (憎悪とともに...!! "Zōo to tomo ni...!!") 3. "Đây là trận chiến của tôi!!!" (オレの戦い!! "Ore no tatakai!!") 4. "Sức mạnh của Itachi!!" (イタチの能力!! "Itachi no chikara!!) 5. "Huyền thoại...!!" (伝説の...!! "Densetsu no...!!") 6. "Bắt đầu huấn luyện...?!" (修行開始...!? "Shūgyō kaishi...!?") 7. "Nguyên cớ...!!" (きっかけ...!! "Kikkake...!!") 8. "Tầng 2" (第二段階 "Daini dankai") 9. "Những kẻ truy tìm!!" (捜索者たち!! "Sōsakusha-tachi") |

| 1. "Đạt được...!!" (到達...!! "Tōtatsu...!!") 2. "Tầng 3" (第三段階 "Daisan dankai") 3. "Giao dịch" (取り引き "Torihiki") 4. "Câu trả lời là...?!" (答えは...!? "Kotae wa...!?") 5. "Không thể tha thứ...!!" (許さねぇ...!! "Yurusane...!!") 6. "Cược...!!" (賭け...!! "Kake...!!") 7. "Chiếc vòng cổ chết chóc...!!" (死の首飾り...!! "Shi no kubikazari...!!") 8. "Quyết định của Tsunade!!" (綱手の決意!! "Tsunade no ketsui") 9. "Trái tim không thể cưỡng lại...!!" (抗えぬ心...!! "Aragaenu kokoro...!!") |

| 1. "Không thể mục ruỗng...!!" (朽ちぬもの...!! "Kuchinumono...!!") 2. "Ninja trị liệu!!" (医療忍者!! "Supesharisuto!!") 3. "Naruto đột phá!!" (ナルト、突撃っ!! "Naruto, totsugeki!!") 4. "Phẩm chất của một ninja...!!" (忍の才能...!! "Shinobi no sainō...!!") 5. "Đúng lời hứa...!!" (約束通り...!! "Yakusoku dōri...!!") 6. "Chỉ một lần nữa" (もう一度だけ "Mō ichido dake") 7. "Liều mạng...!!" (命を懸ける...!! "Inochi o kakeru...!!") 8. "Thế trận 3 chân!!!" (三竦みの攻防!! "Sansukumi no kōbō!!") 9. "Người thừa kế" (受け継ぐ者 "Uketsugumono") |

| 1. "Về làng" (帰郷 "Kikyō") 2. "Những nỗi đau" (苦悩する者たち "Kunōsurumono-tachi") 3. "Lời bộc bạch...!" (想い、それぞれ...! "Omoi, sorezore...!") 4. "Naruto VS. Sasuke!!" (ナルトvsサスケ!!) 5. "Cái gọi là kình địch" (ライバルというもの "Raibaru to iu mono") 6. "Tứ Quái Âm Thanh" (音の四人衆 "Oto no yoninshū") 7. "Lời mời gọi của làng Âm Thanh...!!" (音の誘い...!! "Oto no izanai...!!") 8. "Đừng quên...!!" (忘れるな...!! "Wasureruna...!!") 9. "Hứa đi nào!!" (約束だ!! "Yakusoku da!!") |

| 1. "Trận chiến bắt đầu...!!" (闘いの始まり...!! "Tatakai no hajimari...!!") 2. "Tập hợp!!" (集結!! "Shūketsu!!") 3. "Lời hứa danh dự" (一生の約束 "Isshō no yakusoku") 4. "Âm thanh VS. Lá!!" (音vs木ノ葉!! "Oto vs Konoha!!") 5. "Đuổi theo âm thanh...!!" (音を追え...!! "Oto o oe...!!") 6. "Chiến thuật...thất bại?!" (作戦...失敗!? "Sakusen... shippai!?") 7. "Van xin...!!" (命乞い...!! "Inochigoi...!!") 8. "Ninja làng Lá...!!" (木ノ葉隠れの忍...!! "Konohakagure no shinobi") 9. "Sức mạnh tin tưởng...!!" (信じる力...!! "Shinjiru chikara...!!") 10. "Không thể tha thứ!!" (許せない!! "Yurusenai!!") |

| 1. "Đồng đội...!!" (仲間...!! "Nakama...!!") 2. "Sắp đặt...!!" (段取り...!! "Dandori...!!") 3. "Trò chơi kết thúc" (ゲームオーバー "Gēmu Ōbā") 4. "Thăm dò" (さぐりあい "Saguriai") 5. "Chiến lược...!!" (攻略法...!! "Kōryaku hō...!!") 6. "Đấu thủ mạnh nhất!!" (一番強い敵!! "Ichiban tsuyoi teki!!") 7. "Sẵn sàng liều chết!!" (決死の覚悟!! "Kesshi no kakugo!!") 8. "Chuyển sinh...!!" (転生...!! "Tensei...!!") 9. "Nguyện vọng...!!" (願望...!! "Ganbō...!!") |

| 1. "Đúng như tiên liệu...!!" (計算通り...!! "Keisan dōri...!!") 2. "Ngoài dự tính...!!" (計算違い...!! "Keisan chigai...!!") 3. "3 khát vọng!!" (三つの願い!! "Mittsu no negai!!") 4. "Bí mật của Sakon" (左近の秘密 "Sakon no himitsu") 5. "Năng lực của Ukon" (右近の能力 "Ukon no nōryoku") 6. "Quyết tâm của Kiba!!" (キバの決意!! "Kiba no ketsui!!") 7. "Nghịch cảnh...!!" (苦境...!! "Kukyō...!!") 8. "Phi Xa Giác Lạc" (飛車角落ち "Hisha kakuochi") 9. "Bước 1 là ngụy trang!!" (一手目はフェイク!! "Itteme wa feiku!!") |

| 1. "Viện binh ứng cứu!!" (助っ人、参上!! "Suketto, sanjō!!") 2. "Bí mật của Lee!!" (リーの秘密!! "Rī no himitsu") 3. "Bất bình thường...!!" (変則的...!! "Hensokuteki...!!") 4. "Nguy-Nguy-Nguy!!" (ピンチ•ピンチ•ピンチ!! "Pinchi pinchi pinchi!!") 5. "Món nợ lớn...!!" (大きな借り...!! "Ōki na kari...!!") 6. "Mau rút thôi...!!" (いったん退いて...!! "Ittan hiite...!!") 7. "Gaara của sa mạc" (砂漠の我愛羅 "Sabaku no Gaara") 8. "Kích and khiên...!!" (矛と盾...!! "Hoku to tate...!!") 9. "Vì người quan trọng nhất" (大切な者の為に "Taisetsu na mono no tame ni") |

| 1. Đồng đội làng Lá!!" (木ノ葉の仲間!! "Konoha no nakama!!") 2. "Tương lai và quá khứ" (未来と過去 "Mirai to kako") 3. "Anh và em" (兄と弟 "Itachi to Sasuke") 4. "Người anh xa cách" (遠すぎる兄 "Tōsugiru ani") 5. "Nghi can Itachi" (イタチの疑惑 "Itachi no giwaku") 6. "Cha con Sasuke" (サスケと父 "Sasuke to chichi") 7. "Biến cố ngày hôm đó...!!" (その日...!! "Sono hi...!!") 8. "Bóng tối sâu thẳm...!!" (闇の中...!! "Yami no naka...!!") 9. "Bạn thân...!!" (親しき友に...!! "Shitashiki tomo ni...!!") |

| 1. "Chidori vs. Rasengan!!" ("千鳥VS螺旋丸!!") 2. "Kakashi's Premonition" (カカシの予感 "Kakashi no yokan") 3. "The Bond...!!" (繋がり...!! "Tsunagari...!!") 4. "Awakening!!" (目醒めの時!! "Mezame no toki!!") 5. "Special!!" (特別な力!! "Tokubetsu na chikara!!") 6. "The Final Valley" (終末の谷 "Shūmatsu no tani") 7. "The Worst Ending...!!" (最悪の結末...!! "Saiaku no ketsumatsu...!!") 8. "Parting Ways...!!" (別れの日...!! "Wakare no hi...!!") 9. "Mission Failed...!!" (任務失敗...!! "Ninmu shippai...!!") |

| 1. "Lời hứa không thể giữ" (守れなかった約束 "Mamorenakatta yakusoku") 2. "Kẻ ngốc...!!" (馬鹿...!! "Baka...!!") 3. "Ngày phiêu bạt!!" (旅立ちの日!! "Tabidachi no hi!!") 4. "Hồi 1. Nhiệm vụ bắt đầu...!!" (外伝其ノ一:任務開始...!! "Gaiden sono ichi: Misshon Sutāto...!!") 5. "Hồi 2. Tinh thần đồng đội!!" (外伝其ノ二:チームワーク!! "Gaiden sono ni: Chīmuwāku!!") 6. "Hồi 3. Anh hùng thực thụ" (外伝其ノ三:本当の英雄!! "Gaiden sono san: Hontō no eiyū!!") 7. "Hồi 4. Ninja mít ướt" (外伝其ノ四:泣き虫忍者 "Gaiden sono yon: Nakimushi ninja") 8. "Hồi 5. Món quà" (外伝其ノ五:プレゼント "Gaiden sono go: Purezento") 9. "Hồi 6. Anh hùng Sharingan" (外伝最終話:写輪眼の英雄 "Gaiden saishūwa: Sharingan no eiyū") |